# Raymond Thevenot
Raymond Thevenot (Genève, 1942 - Lima, 2005) est un musicien suisse spécialisé en aérophones andins.

## Biographie
À l'âge de huit ans, Raymond Thévenot commence à apprendre la flûte traversière au Conservatoire de musique de Genève, sa ville  natale. À onze ans, il a ses premiers contacts avec la musique de l'Amérique Latine, ce qui coïncide avec l'arrivée en Europe de mélodies folkloriques provenant du Brésil, de l'Argentine et du Paraguay—celles qui se sont popularisées au début des années 1950. À cette époque, commence aussi la carrière internationale de la chanteuse péruvienne Yma Sumac, alors que Thevenot a l'occasion de voir les premiers films documentaires sur les Andes avec la musique authentique enregistrée dans la sierra du Pérou.
Dans ce contexte, Thevenot abandonne les études classiques et il commence à travailler et pratiquer les thèmes sud-américains avec sa flûte traversière. En 1967, en collaboration avec deux autres musiciens suisses, il décide de former un ensemble, se chargeant des instruments à vent (quena, zampoña, pinkillo et rondador). Le  dit trio se nomme «Les Quetzales», avec lequel, après avoir gagné deux concours en France et en Suisse, il enregistre deux LP en 1970 et 1971 respectivement, et qui ont paru autant en Suisse qu'en France. En 1972, il abandonne le groupe pour s'établir à Lima, décidé à entamer sa carrière comme soliste. La même année, il se marie avec Yasmina, d'origine péruvienne, à qui il dédie une valse péruvienne Yasminacha, de même qu'il compose, pour l'un de ses deux fils, une joyeuse cumbia péruvienne de style colombien Pepe Bailarín.
Au Pérou, il dirige la formation de l'ensemble « MacchuPicchu » et enregistre rapidement son premier LP pour RCA Records. Entre 1977 et 1984 il réalise diverses présentations de niveau international, tout en enregistrant huit disques de 30 cm et deux LP pour CBS Pérou.
Comme producteur de quena, il a fabriqué et  perfectionné depuis 1976 un modèle exclusif connu internationalement sous le nom de Quena de Concertio Thevenot. Il a également collaboré à la publication de deux livres dénommés : Método de quena I et II. Ces derniers ont été publiés dans diverses revues péruviennes avec des thèmes classiques du folklore péruvien, notes écrites et interprétées par lui-même.
À la différence du maestro Alejandro Vivanco Guerra, un autre virtuose de la quena péruvienne qui a été médaillé par le Ministère de l'Éducation du Pérou, Raymond Thevenot n'a jamais reçu une décoration officielle ou hommage au cours de sa vie. Cependant, le vendredi 5 novembre de 2010, il  reçoit un hommage posthume.
Raymond Thevenot fait partie des musiciens de quena qui ont apporté le plus à la musique andine sud americaine, avec l'argentin Uña Ramos et le péruvien Alejandro Vivanco.

## Discographie
Raymond Thevenot enregistre de nombreux disques, d'abord dans deux ensembles puis en tant que soliste, notamment sous le label RCA Records.

### Avec Los Quetzales
- 1970 : Les flûtes indiennes de Los Quetzales
- 1972 :  Flautas indígenas / ¡Vamos! / Las quenas de R. Thevenot y Los Quetzales / Las quenas de Thevenot (diverses éditions du même album

### Avec l'ensemble Machu Picchu
- 1974 : Una quena a través de Los Andes I (Une quena à travers Les Andes I)
- 1978 :
  - Una quena a través de Los Andes II (Une quena à travers Les Andes II)
  - Una quena a través de Los Andes III (Une quena à travers Les Andes III)
- 1979 : La quena de Thevenot

### Soliste
- 1977 : Kori maki
- 1978 : Quena mágica (Quena Magique) (compilation)
- 1979 : La quena del inka (La Quena de l'Inca)
- 1981 : Yawar inka
- 1985 : Quena ardiente (Quena ardente)
- 1986 : Perú eterno (Pérou éternel)
- 1994 : Puro Perú (Pur Pérou)
- 1996 : Corazón andino (Cœur andin)
- 1997 :  Quena sin fronteras (Quena sans frontières)
- 2006 : The latin american music (Compilation posthume)

## Ouvrages
- Thévenot, Raymond, Quena y folklore latinoamericano, Lima, Los Pinos, 1979, 92 p.
- Thévenot, Raymond, Método de quena, Lima, Los Pinos, 1984 (ISBN 9788489291164)